# Дженніфер Ейзі
Дженніфер Ейзі (англ. Jennifer Azzi, 31 серпня 1968) — американська баскетболістка.
Олімпійська чемпіонка 1996 року.
Бронзова призерка Панамериканських ігор 1991 року.
Чемпіонка світу 1990, 1998 років, бронзова призерка 1994 року.
Срібна призерка Кубка Р. Вільяма Джонса 1988 року.